# Camp Rock: Музыкальные каникулы
«Camp Rock: Музыкальные каникулы» (также известен под названием «Рок в летнем лагере») (англ. Camp Rock) — американский музыкальный фильм 2008 года. Дата выхода — 20 июня 2008 года. Премьерный показ в России состоялся 25 декабря 2010 года на канале Дисней.

## Сюжет
Митчи Торрес мечтает поехать в лагерь Camp Rock, где отдыхают дети богатых родителей. Её родители не могут себе этого позволить. Наконец мама Митчи находит возможность помочь дочери — она сама устраивается туда на работу поваром и берет Митчи с собой. Приехав в лагерь, Митчи встречает там новую подругу Кейтлин и диву лагеря — Тесс. Не желая ударить в грязь лицом, Митчи говорит Тесс, что её мать — богатая бизнесвумен, и девочки принимают её в свой круг. Но теперь Митчи вынуждена скрывать, что её мать — повар в лагере.
Коллеги по группе посылают скандального певца Шейна Грея в рок-лагерь, чтобы он нашёл там талантливых исполнителей. Шейн остается в лагере, чтобы научить подростков петь и танцевать. Убегая от фанаток, он прячется в кустах у одного дома, в котором Митчи играет на пианино свою песню This is me. Все последующее время он пытается найти в лагере девушку, чьё пение так запало ему в душу. Он знакомится с Митчи, но не знает, что она и есть та самая девушка. Они проводят много времени вместе. Митчи поддерживает Шейна и дает ему вдохновение.
Лагерь устраивает концерт, Митчи выступает на нём вместе с Тесс. Она стоит на заднем плане «подпевкой». Ей очень это не нравится, но она не знает, что делать. На обеде Кейтлин и Тесс ссорятся и начинают кидаться едой, и Кейтлин в наказание должна помогать на кухне матери Митчи. Кейтлин приходит на кухню, видит там Митчи, и обман раскрывается, но Кейтлин не выдает Митчи остальным.
Тесс видит Шейна и Митчи вместе и ревнует. Она следит за Митчи и Кейтлин и узнаёт, что мать Митчи — повар, и заставляет Митчи признаться в этом. Шейн разочарован в Митчи, он не разговаривает с ней.
Тесс обвиняет Митчи и Кейтлин в воровстве, и Браун (Директор и хозяин лагеря, бывший рок-музыкант. Дядя Шейна) запрещает участвовать во всех мероприятиях до конца финального шоу.
Концерт начинается, все выступают. Митчи и Кейтлин прибегают в самом конце конкурса, и Браун разрешает им выступить. Она выходит на сцену и поет песню This is me. Шейн узнает её, и они поют вместе. В конкурсе побеждает другая девушка — Маргарет (Подруга Митчи), но это не омрачает радости Митчи.
После лагеря Митчи, Тесс, Кейтлин и другие девушки собираются вместе петь песню.

## В ролях
- Деми Ловато — Митчи Торрес
- Джо Джонас — Шейн Грей
- Ник Джонас — Нейт Грей
- Кевин Джонас — Джейсон Грей
- Мария Кэналс-Баррера — Кони Торрес
- Элисон Стоунер — Кейтлин Гелар
- Анна Мария Перес де Тагл — Элла Падор
- Меган Джетт Мартин — Тесс Тайлер
- Дэниел Фезерс — Браун Цезарио
- Джордан Фрэнсис — Бэррон Джеймс
- Рошон Фиган — Сендер Лоуер
- Жасмин Ричардс — Маргарет «Пэгги» Дюпри/

## Сиквел
В 2010 вышла вторая часть истории o лагере Camp Rock, названная «Camp Rock 2: Отчётный концерт». Премьера фильма в США состоялась 3 сентября 2010 года. в России 28 мая 2011 года.

## Саундтрек
| №                   | Название            | Исполнитель                           | Длительность |
| ------------------- | ------------------- | ------------------------------------- | ------------ |
| 1.                  | «We Rock»           | Cast of Camp Rock                     | 3:12         |
| 2.                  | «Play My Music»     | Jonas Brothers                        | 3:18         |
| 3.                  | «Gotta Find You»    | Джо Джонас                            | 4:01         |
| 4.                  | «Start the Party»   | Джордан Фрэнсис                       | 3:00         |
| 5.                  | «Who Will I Be»     | Деми Ловато                           | 3:07         |
| 6.                  | «This is Me»        | Деми Ловато, Джо Джонас               | 3:09         |
| 7.                  | «Hasta La Vista»    | Джордан Фрэнсис, Рошон Феган,         | 2:37         |
| 8.                  | «Here I Am»         | Жасмин Ричардс                        | 3:46         |
| 9.                  | «Too Cool»          | Меган Мартин                          | 2:52         |
| 10.                 | «Our Time Is Here»  | Деми Ловато, Аарон Дойл, Меган Мартин | 3:25         |
| 11.                 | «2 Stars»           | Меган Мартин                          | 2:55         |
| 12.                 | «What It Takes»     | Эрин Дойл                             | 2:42         |
| Общая длительность: | Общая длительность: | Общая длительность:                   | 39:26        |